# 押沙龙墓

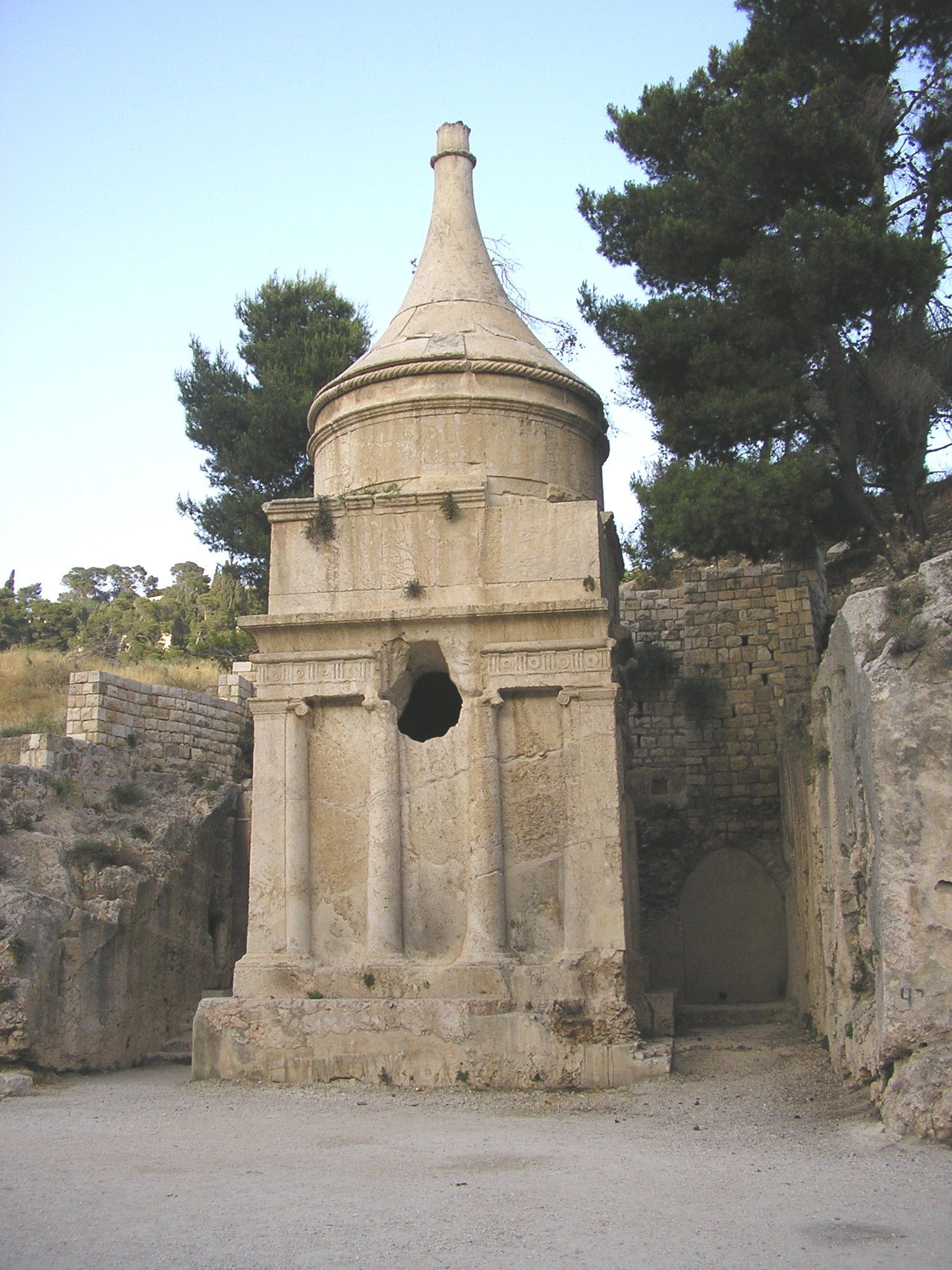
押沙龙墓

押沙龙墓（希伯來語：‎, Yad Avshalom）是一座以色列古代墓葬，位于耶路撒冷的汲沦谷，拥有圆锥形的屋顶，高约20米。传统认为该墓的主人是大卫王的反叛儿子押沙龙（约公元前1000年），但最近的学术研究将其年代确定为公元前1世纪。 
该墓的外观设计采用了古希腊的多立克柱式和爱奥尼柱式。这些建筑风格在塞琉古帝国时期传入犹大，是在押沙龙死后几百年。通过建筑风格的分析表明该墓建于公元1世纪。2013年，Gabriel Barkay教授认为它可能是大希律王的孙子希律阿格里帕墓。
许多世纪以来有一个风俗，经过的路人会在此投掷石块。耶路撒冷的居民会带他们的顽劣孩子来到这里。